# 新東京国際空港公団法
新東京国際空港公団法（しんとうきょうこくさいくうこうこうだんほう、昭和40年6月2日法律第115号）とは、新東京国際空港の管理および運営に関する日本の法律。略称は「公団法」。
1965年（昭和40年）6月2日に公布。所管官庁は国土交通省。成田国際空港株式会社法施行により廃止。

## 概要
運輸省は1964年（昭和39年）6月「新東京国際空港公団法」の立案に着手、1965年（昭和40年）2月27日、「新東京国際空港公団法」を第48回通常国会に提出。同年6月1日に可決、成立した。
1966年（昭和41年）7月4日に閣議決定で空港建設地が成田に定められたことを受け、同年7月5日に「新東京国際空港の位置を定める法令」が、7月6日に「新東京国際空港公団法の施行日を定める政令」がそれぞれ公布された。同年7月7日より施行され、7月30日に新東京国際空港公団が設立された。

## 法律の構成
これは、廃止時点のものである。
- 第1章　総則（第1条 - 第8条）
- 第2章　役員及び職員（第9条 - 第19条）
- 第3章　業務（第20条 - 第24条）
- 第4章　財務及び会計（第25条 - 第35条）
- 第5章　監督（第36条・第37条）
- 第6章　雑則（第38条 - 第40条）
- 第7章　罰則（第41条 - 第43条）
- 附則